# Jubbada Hoose
Jubbada Hoose, ou Lower Juba, est une région à l’extrême sud de la Somalie, avec façade orientale sur l'Océan Indien, limitrophe des provinces somalies de Jubbada Dhexe au nord est, et de Gedo au nord, et à la frontière avec le Kenya (provinces de Mandhera et Wajir).

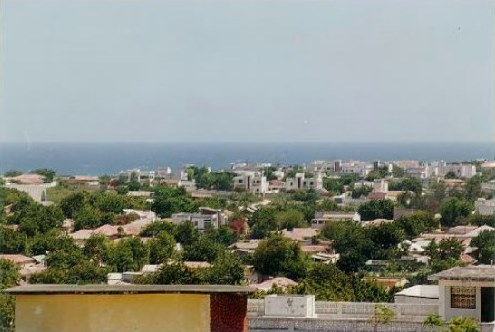
Présentation de Kismayo

## Districts
Les districts sont  
- Afmadow District
- Badhaadhe District
- Jamaame District
- Kismaayo District
- Xagar District

## Villes
Les villes principales sont Afmadow, Jamaame, Kismayo (capitale).

## Histoire
La région présente divers sites archéologiques, dont Port Dunford, Rasini, Bas Bar Balla, Miandi.
Depuis 1998, le nouveau Jubaland regroupe les trois anciennes régions officielles de Somalie : 
- Jubbada Dhexe (capitale : Bu'aale),
- Jubbada Hoose (capitale : Kismaayo),
- Gedo (partiellement) (capitale : Garbahaarreey).

Avec des différends sérieux avec ses voisins.
Depuis 2006, la région a été soumise aux tribunaux islamiques somaliens et aux chebabs.